# Xiao Sun
Xiao Sun (* 25. April 1989 in Peking) ist eine chinesische Schauspielerin.

## Leben
Suns Karriere begann 2008 bei der Serie Les Parent, sie tritt vornehmlich als Double oder in Nebenrollen bei Serien auf.

## Filmografie (Auswahl)
- 2008: Elternalarm - Die Familie Parent (Les Parent)
- 2008: Bye-Bye
- 2010: Blue Mountain State
- 2010: Fatal
- 2010: C.A.
- 2013: Wolverine: Weg des Kriegers
- 2014: Ascension
- 2014: X-Men: Zukunft ist Vergangenheit
- 2016: Incorporated
- 2016: Les 3 p'tits cochons 2
- 2017: Mother!
- 2020: Mein Jahr in New York (My Salinger Year)